# Rolf Axen
Rolf Axen, eigentlich Rudolf Aksen, (* 8. Februar 1912 in Tarnopol, Galizien; † 23. September 1933 in Dresden) war ein kommunistischer Funktionär und Opfer des Nationalsozialismus.

## Leben

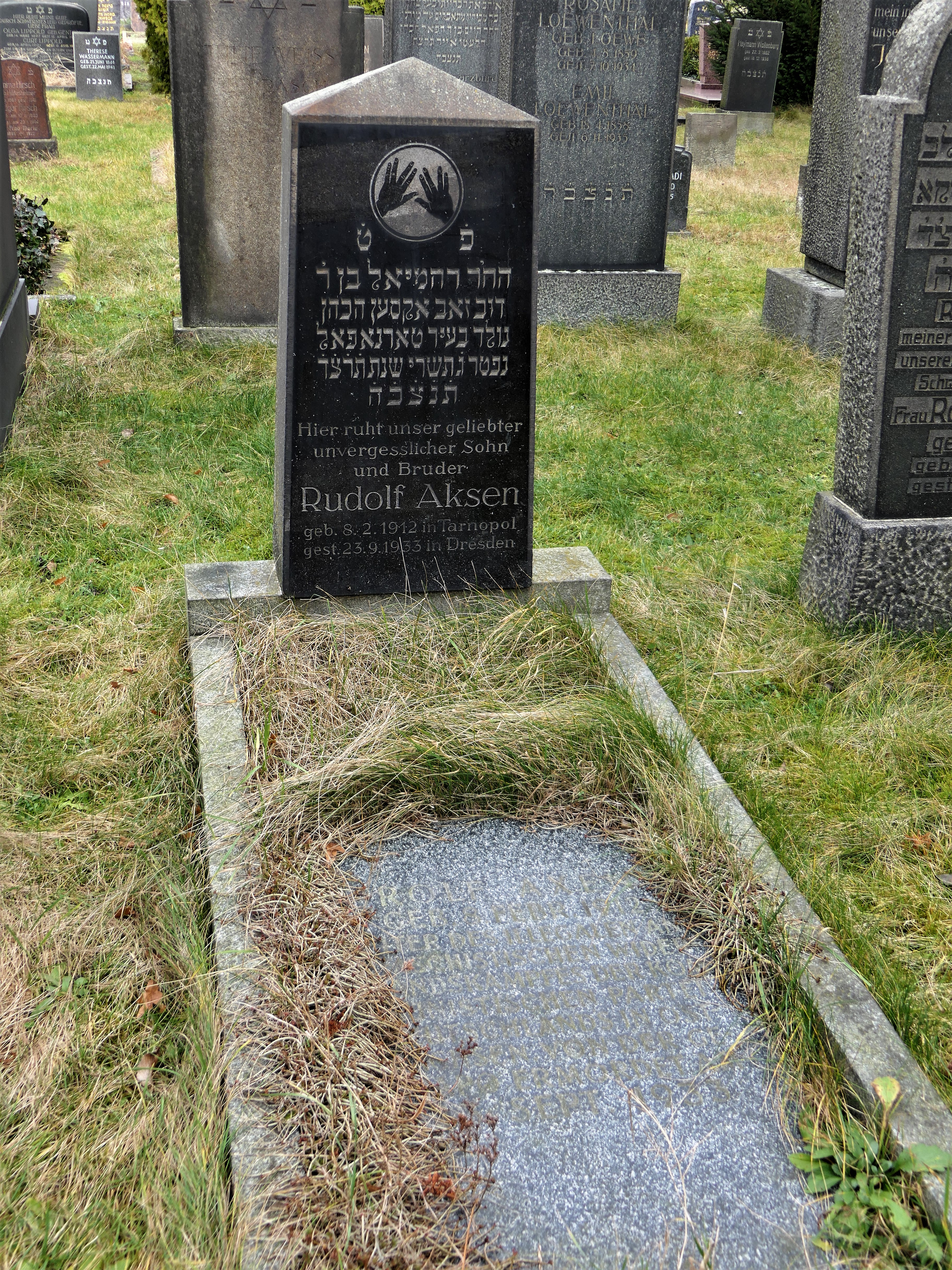
Grabstätte (mit dem Symbol der Kohanim) auf dem Neuen Jüdischen Friedhof in Dresden

Axen stammte aus einer kleinbürgerlichen jüdischen Familie, die den Kohanim angehörte. Sein jüngerer Bruder Hermann Axen wurde später Mitglied des SED-Politbüros. Im Jahr nach seiner Geburt übersiedelte die Familie von Galizien nach Leipzig, nach der Auflösung Österreich-Ungarns 1918 war sie staatenlos. Er wuchs im Arbeiterviertel Kleinzschocher auf und absolvierte nach Volks- und Realschule eine Schlosserlehre. 
Mit 14 Jahren trat er der damaligen SPD-Jugendorganisation Sozialistische Arbeiter-Jugend bei. Von der SPD trat er 1928 zur KPD über. Aufgrund seiner Erfolge als „Agitator und Propagandist“ ernannte ihn die sächsische Bezirksleitung der Partei 1932 zum Politsekretär des KPD-Unterbezirks Oberlausitz in Zittau. 
Nach der Machtübernahme der Nationalsozialisten ging Axen in die Illegalität und leitete den KPD-Verband Ostsachsen. Im September 1933 wurde er aufgegriffen und am 23. September 1933 bei Verhören im Polizeipräsidium Dresden ermordet. Sein Grab befindet sich auf dem Neuen Jüdischen Friedhof in Dresden.

## Ehrungen
In der DDR wurde Axen, insbesondere auf sächsischem Gebiet, zum Namensgeber mehrerer Straßen und Schulen. Diese Benennungen, unter anderem in Leipzig und Zittau, wurden nach 1990 größtenteils wieder geändert. Lediglich in Leipzig-Kleinzschocher trägt noch eine Straße seinen Namen, in Zittau gibt es eine Gedenktafel.
In der Gedenkstätte der Sozialisten in Berlin-Lichtenberg wurde sein Name auf die Große Gedenktafel gesetzt.